# Nuno Henrique Gonçalves Nogueira
Nuno Henrique Gonçalves Nogueira (Fafe, 19 ottobre 1986) è un ex calciatore portoghese, di ruolo difensore.

## Caratteristiche tecniche
È un difensore centrale.

## Carriera

### Club
Cresciuto nelle giovanili del Fafe, ha esordito il 25 settembre 2005 in un match perso 1-0 contro il Portosantense.

## Statistiche

### Presenze e reti nei club
Statistiche aggiornate al 7 luglio 2017.
| Stagione               | Squadra                | Campionato             | Campionato | Campionato | Coppe nazionali | Coppe nazionali | Coppe nazionali | Coppe continentali | Coppe continentali | Coppe continentali | Altre coppe | Altre coppe | Altre coppe | Totale | Totale | Totale |
| Stagione               | Squadra                | Comp                   | Pres       | Reti       | Comp            | Pres            | Reti            | Comp               | Pres               | Reti               | Comp        | Pres        | Reti        | Pres   | Reti   |        |
| ---------------------- | ---------------------- | ---------------------- | ---------- | ---------- | --------------- | --------------- | --------------- | ------------------ | ------------------ | ------------------ | ----------- | ----------- | ----------- | ------ | ------ | ------ |
| 2005-2006              | Fafe                   | SD                     | 18         | 0          | TP              | 1               | 0               |                    | -                  | -                  |             | -           | -           | 19     | 0      |        |
| 2006-2007              | Fafe                   | SD                     | 15         | 2          | TP              | 0               | 0               |                    | -                  | -                  |             | -           | -           | 15     | 2      |        |
| 2007-2008              | Fafe                   | SD                     | 9          | 2          | TP              | 1               | 0               |                    | -                  | -                  |             | -           | -           | 10     | 2      |        |
| Totale Fafe            | Totale Fafe            | Totale Fafe            | 32         | 4          |                 | 2               | 0               |                    | -                  | -                  |             | -           | -           | 34     | 4      |        |
| 2008-2009              | Desp. Aves             | SL                     | 15         | 0          | TP+TL           | 0               | 0               |                    | -                  | -                  |             | -           | -           | 15     | 0      |        |
| 2009-2010              | Desp. Aves             | SL                     | 12         | 1          | TP+TL           | 1+0             | 0               |                    | -                  | -                  |             | -           | -           | 13     | 1      |        |
| Totale Desportivo Aves | Totale Desportivo Aves | Totale Desportivo Aves | 27         | 1          |                 | 1               | 0               |                    | -                  | -                  |             | -           | -           | 28     | 1      |        |
| 2010-2011              | Feirense               | SL                     | 19         | 3          | TP+TL           | 2+3             | 0               |                    | -                  | -                  |             | -           | -           | 24     | 3      |        |
| 2011-gen. 2012         | Braga                  | PL                     | 0          | 0          | TP+TL           | 0               | 0               |                    | -                  | -                  |             | -           | -           | 0      | 0      |        |
| gen.-giu. 2012         | Feirense               | PL                     | 7          | 0          | TP+TL           | 1+2             | 0               |                    | -                  | -                  |             | -           | -           | 10     | 0      |        |
| ago. 2012              | Académica              | PL                     | 2          | 0          | TP+TL           | 0               | 0               |                    | -                  | -                  | SP          | 0           | 0           | 2      | 0      |        |
| 2012-2013              | Blackburn              | FLC                    | 0          | 0          | FACup+CdL       | 0               | 0               |                    | -                  | -                  |             | -           | -           | 0      | 0      |        |
| 2013-gen. 2014         | Arouca                 | PL                     | 1          | 0          | TP+TL           | 0               | 0               |                    | -                  | -                  |             | -           | -           | 1      | 0      |        |
| gen.-giu. 2014         | Jagiellonia            | EK                     | 0          | 0          | PP              | 0               | 0               |                    | -                  | -                  |             | -           | -           | 0      | 0      |        |
| 2014-gen. 2015         | Penafiel               | PL                     | 1          | 0          | TP+TL           | 0               | 0               |                    | -                  | -                  |             | -           | -           | 1      | 0      |        |
| gen.-giu. 2015         | Feirense               | SL                     | 21         | 0          | TP+TL           | 0               | 0               |                    | -                  | -                  |             | -           | -           | 21     | 0      |        |
| Totale Feirense        | Totale Feirense        | Totale Feirense        | 47         | 3          |                 | 8               | 0               |                    | -                  | -                  |             | -           | -           | 55     | 3      |        |
| 2015-2016              | Boavista               | PL                     | 22         | 2          | TP+TL           | 3+1             | 0               |                    | -                  | -                  |             | -           | -           | 26     | 2      |        |
| 2016-2017              | Boavista               | PL                     | 12         | 2          | TP+TL           | 2+0             | 0               |                    | -                  | -                  |             | -           | -           | 14     | 2      |        |
| Totale carriera        | Totale carriera        | Totale carriera        | 154        | 12         |                 | 17              | 0               |                    | -                  | -                  |             | 0           | 0           | 171    | 12     |        |